# Eastman Wind Ensemble
Het Eastman Wind Ensemble is een Amerikaans harmonieorkest. Het werd opgericht in 1952 door Frederick Fennell aan de Eastman School of Music, Rochester, New York. 

## Geschiedenis
Dit orkest wordt gezien als het vooraanstaandste harmonieorkest in de Verenigde Staten. De kern van het orkest bestaat uit rond 50 studenten van de Eastman School of Music in Rochester, New York. De stichter en eerste dirigent Frederick Fennell had toen het doel, de beweging voor symfonische muziek voor harmonieorkesten in de Verenigde Staten en in het buitenland te bevorderen en te promoten. Het eerste openbare concert werd gegeven op 8 februari 1953 in de Kilbourn Hall in Rochester. Aansluitend werden bij het label Mercury Records 24 langspeelplaten getiteld: American Concert Band Masterpieces in buitengewoon goede kwaliteit opgenomen, met originele muziek voor harmonieorkest van bekende Amerikaanse en buitenlandse componisten (Morton Gould, Vincent Persichetti, Vittorio Giannini, Alan Hovhaness, James Clifton Williams, Ingolf Dahl, Herbert Owen Reed, Howard Hanson, Joseph Schwantner, Aaron Copland, Alfred Reed, Arnold Schönberg, Paul Hindemith, Igor Stravinsky etc.). In 1954 volgde een optreden in de Chicago Orchestra Hall voor de Biennial Conference of CBDNA. In 1961 maakten zijn hun debuut in de Carnegie Hall in New York.
Fennell definieerde het Wind Ensemble als een speciale groep van harmonieorkesten, waar voor ieder stem in de partituur maar uitsluitend een speler ingezet werd. Vanzelfsprekend prefereerde hij originele harmoniemuziek boven arrangementen van orkestmuziek om de orkestvorm en de authentieke muziek populair te maken.
In 1978 maakte het Ensemble zijn eerste internationale concertreis, drie weken naar Japan en 25 concerten in Zuidoost-Azië. In 1986 werd de eerste cd met de solist Wynton Marsalis opgenomen.
Het Eastman Wind Ensemble heeft voor meer dan 150 originele werken voor harmonieorkest de première verzorgd. Zij hebben voor hun uitvoeringen en hun cd-opnames talrijke prijzen en onderscheidingen ontvangen, en ook een nominatie voor de Grammy Award for Best Classical Performance - Instrumental Soloist or Solists in 1987.

## Dirigenten
* Frederick Fennell - (1952-1961)
* A. Clyde Roller - (1962-1964)
* Donald Hunsberger - (1965-2001)
* Mark Scatterday - (2002-)

## Publicaties
- William Berz: What's in a Name?. in: Tempo, 52 no. 1 (November 1997): p. 28-29
- Frederick Fennell: The Wind Ensemble. Arkadelphia, Ark.: Delta Publication, 1988.